# Listă de conducători de stat din 1022
1018 - 1019 - 1020 - 1021 - 1022 - 1023 - 1024 - 1025 - 1026
Aceasta este o listă a conducătorilor de stat din anul 1022:

## Europa
- Amalfi: Sergiu al II-lea (duce, 1007-1028)
- Anglia: Cnut (rege din dinastia Daneză, 1016-1035; ulterior, rege al Danemarcei, 1019-1035; ulterior, rege al Norvegiei, 1028-1035)
- Anjou: Foulques al III-lea cel Negru (conte, 987-cca. 1040)
- Aquitania: Guillaume al V-lea cel Mare (duce, 990-1030)
- Armenia, statul Ani: Ioan (Sămbat al III-lea) (rege din dinastia Bagratizilor, 1020-1040/1041) și Așot al IV-lea cel Viteaz (rege din dinastia Bagratizilor, 1021-1039/1040)
- Armenia, statul Kars: Abbas (rege din dinastia Bagratizilor, 984-1029)
- Armenia, statul Lori: David I Anhoghin (rege din dinastia Bagratizilor, 989/991-1048/1049)
- Armenia, statul Siunik: Sămbat al III-lea (rege din dinastia Bagratizilor, 1019-?)
- Austria: Adalbert Victoriosul (margraf din dinastia Babenberg, 1018-1055)
- Bavaria: Henric al V-lea de Luxemburg (duce din dinastia de Luxemburg, 1004-1009, 1018-1026)
- Benevento: Landulf al V-lea (principe, 1014-1033; anterior, co-principe, 987-1014) și Pandulf al III-lea (co-principe, 1012-1033; ulterior, principe, 1033-1050, 1054-1059)
- Bizanț: Vasile al II-lea Bulgaroctonul (împărat din dinastia Macedoneană, 976-1025)
- Brabant: Henric I (conte, 1015-1038)
- Brandenburg: Bernhard al II-lea (margraf, 1018-1044)
- Bretagne: Alain al III-lea (duce, 1008-1040)
- Burgundia: Henric al II-lea (duce, 1015-1031; ulterior, rege al Franței, 1031-1060)
- Capua: Pandulf al II-lea (principe, 1007-1022), Pandulf al IV-lea (principe, 1016-1022, 1026-1038, 1047-1050; ulterior, duce de Gaeta, 1032-1038) și Pandulf al V-lea (principe, 1022-1026; totodată, conte de Teano)
- Castilia: Garcia Sanchez (conte, 1017-1029)
- Cehia: Oldrich (cneaz din dinastia Premysl, 1012-1033, 1034)
- Champagne: Etienne I (conte din casa de Vermandois, 996-1023) și Eudes I (conte din casa de Blois-Champagne, 1019-1037)
- Cordoba: Iahia al-Mutali ibn Ali an-Nasr ibn Hammud (pretendent, 1021-1023, 1025-1027)
- Croația: Kresimir al III-lea Suronja (rege din dinastia Trpimirovic, 1000-cca. 1030)
- Danemarca: Knud I cel Mare (rege din dinastia lui Gorm, 1019-1035; anterior, rege al Angliei, 1016-1035; ulterior, rege al Norvegiei, 1028-1035)
- Flandra: Balduin al IV-lea (conte din dinastia lui Balduin, 988-1035)
- Franța: Robert al II-lea cel Pios (rege din dinastia Capețiană, 996-1031)
- Gaeta: Ioan al V-lea (duce, 1012-1032), Emilia (regentă, 1012-1027) și Leon al II-lea (regent, 1015-1024)
- Germania: Henric al II-lea cel Sfânt (rege din dinastia de Saxonia-Liudolfingii, 1002-1024; anterior, duce de Bavaria, 995-1014, 1009-1018; ulterior, împărat occidental, 1014-1024)
- Gruzia: Gheorghe I (rege din dinastia Bagratizilor, 1014-1027)
- Gruzia, statul Kakhetia: Kvirike al III-lea cel Mare (rege, 1010-1029)
- Hainaut: Regnier al V-lea (conte, 1013-1040)
- Imperiul occidental: Henric I (împărat din dinastia Saxonă-Liudolfingii, 1014-1024; anterior, duce de Bavaria, 995-1004; anterior, rege al Germaniei, 1002-1024)
- Istria: Poppo I (margraf, 1012-1044; totodată, conte de Weimar; ulterior, margraf de Carniola, 1040-1044)
- Italia: Vasile Boioannes (catepan bizantin, 1017-1027)
- Kiev: Iaroslav I Vladimirovic cel Înțelept (mare cneaz din dinastia Rurikizilor, 1016-1018, 1019-1054)
- Leon: Alfonso al V-lea (rege, 999-1028)
- Lorena Inferioară: Godefroi I (duce din casa de Lorena-Ardennes, 1006 sau 1012-1023)
- Lorena Superioară: Thierry (Dietrich) I (duce din casa de Bar, 978-1026/1027)
- Luxemburg: Gilbert (Giselbert) (conte, 1019-înainte de 1059)
- Montferrat: Enrico (margraf din casa lui Aleramo, cca. 1020-cca. 1045)
- Navarra: Sancho Garces al III-lea cel Mare (rege, cca. 1000-1035)
- Neapole: Sergius al IV-lea (sau al V-lea) (duce, 1003/1004-1027, 1029/1030-1033/1034)
- Normandia: Richard al II-lea (duce, 996-1026)
- Norvegia: Olav al II-lea Haraldsson (rege, 1015/1016-1028)
- Olanda: Dirk al III-lea (conte, 993 sau 995-1039)
- Polonia: Boleslaw I cel Viteaz (cneaz din dinastia Piasti, 992-1025; rege din 1025; ulterior, cneaz în Cehia, 1003-1004)
- Salerno: Guaimar al III-lea (principe, 994-1027)
- Saxonia: Bernhard al II-lea (duce din dinastia Billungilor, 1011-1059)
- Scoția: Malcolm al II-lea (rege, 1005-1034)
- Sicilia: al-Akhal (emir din dinastia Kalbizilor, 1019-1037)
- Spoleto: Ugo al II-lea (duce, 1020-1035)
- Statul papal: Benedict al VIII-lea (papă, 1012-1024)
- Suedia: Olof Skotkonung (rege, 994-1022) și Anund Jakob (rege, 1022-1047)
- Torino: Ulric Manfred al II-lea (margraf din familia Arduinicilor, 1000-1034)
- Toscana: Rainier (margraf, 1014-1027)
- Toulouse: Guillaume al III-lea Taillefer (conte, 950-1037)
- Ungaria: Ștefan I cel Sfânt (conducător din dinastia Arpadiană, 997-1038; rege, din 1001)
- Veneția: Ottone Orseolo (doge, 1008-1026)
- Verona: Adalbero de Eppenstein (margraf din casa de Eppenstein, 1011-1035; anterior, margraf de Stiria, cca. 1000-1035; totodată. duce de Carintia, 1011-1035)

## Africa
- Fatimizii: az-Zahir (Abu'l-Hassan Ali ibn al-Hakim) (calif din dinastia Fatimizilor, 1021-1036)
- Hammadizii: Hammad ibn Buluggin ibn Ziri (emir din dinastia Hammadizilor, 1015-1028)
- Kanem-Bornu: Bulu (sultan, cca. 1019-cca. 1035)
- Zirizii: Șaraf ad-Daula al-Muizz ibn Badis (emir din dinastia Zirizilor, 1016-1061)

## Asia

### Orientul Apropiat
- Bizanț: Vasile al II-lea Bulgaroctonul (împărat din dinastia Macedoneană, 976-1025)
- Buizii din Fars și Khuzistan: Sultan ad-Daula Abu Sudja ibn Baha ad-Daula (emir din dinastia Buizilor, 1012/1013-1021/1022; totodată, emir în Irak, 1012/1013-1021/1022) și Mușarrif ad-Daula Abu Ali al-Hassan ibn Baha ad-Daula (emir din dinastia Buizilor, 1021/1022-1024; totodată, emir în Irak, 1021/1022-1025/1026)
- Buizii din Kerman: Kavam ad-Daula Abu'l-Faris ibn Baha ad-Daula (emir din dinastia Buizilor, 1012/1013-1028/1029)
- Buizii din Hamadan și Isfahan: Sama ad-Daula Abu'l-Hassan ibn Șams ad-Daula (emir din dinastia Buizilor, 1021-cca. 1028)
- Buizii din Irak: Sultan ad-Daula Abu Sudja ibn Baha ad-Daula (emir din dinastia Buizilor, 1012/1013-1021/1022; totodată, emir în Fars și Khuzistan, 1012/1013-1021/1022) și Mușarrif ad-Daula Abu Ali al-Hassan ibn Baha ad-Daula (emir din dinastia Buizilor, 1021/1022-1025/1026; totodată, emir în Fars și Khuzistan, 1021/1022-1024)
- Buizii din Ray: Madj ad-Daula Abu Talib Rustam ibn Fahr ad-Daula (emir din dinastia Buizilor, 997-1029)
- Califatul abbasid: Abu'l-Abbas Ahmad al-Kadir ibn al-Muttaki (calif din dinastia Abbasizilor, 991-1031)
- Fatimizii: az-Zahir (Abu'l-Hassan Ali ibn al-Hakim) (calif din dinastia Fatimizilor, 1021-1036)
- Ghaznavizii: Iamin ad-Daula Abu'l-Kasim Mahmud ibn Sebuktegin (emir din dinastia Ghaznavizilor, 998-1030)
- Ghurizii: Abu Ali ibn Muhammad (sultan din dinastia Ghurizilor, 1011-?)

### Orientul Îndepărtat
- Birmania, statul Arakan: Khittathin (rege din prima dinastie de Pyinsa, 1018-1028)
- Birmania, statul Mon: Uppala (rege, 1016-1028)
- Cambodgea, Imperiul Kambujadesa (Angkor): Suryavarman (Nirvanapada) (împărat, 1002-1049)
- Cambodgea, statul Tjampa: Paramesvaravarman al II-lea (rege din a șaptea dinastie, după 1018-?)
- China: Zhenzong (împărat din dinastia Song de nord, 998-1022)
- China, Imperiul Qidan Liao: Shengzong (împărat, 982-1031)
- Coreea, statul Koryo: Hyonjong (Wang Sun) (rege din dinastia Wang, 1010-1031)
- Ghaznavizii: Iamin ad-Daula Abu'l-Kasim Mahmud ibn Sebuktegin (emir din dinastia Ghaznavizilor, 998-1030)
- Ghurizii: Abu Ali ibn Muhammad (sultan din dinastia Ghurizilor, 1011-?)
- India, statul Chalukya apuseană: Jayasimha al II-lea (sau Jagadekamalla) (rege, 1015-1042)
- India, statul Chalukya răsăriteană: Rajaraja Narendra (rege, 1019-1061)
- India, statul Chola: Rajendra I (rege, 1014 sau 1016-1044)
- India, statul Hoysala: Vinayaditya I (rege, 1000-1022) și Nripakama (rege, 1022-1047)
- Japonia: Go-Ichijo (împărat, 1016-1036)
- Kashmir: Samgramaraja (rege din dinastia Lohara, 1004-1029)
- Nepal: Lakșikamadeva (rege din dinastia Thakuri, 1015/1018-1040/1041)
- Sri Lanka: Mahinda al V-lea (sau Mahendra) (rege din dinastia Silakala, 979-1015/1027)
- Vietnam, statul Dai Co Viet: Ly Thai-to (Ly Cong Uan) (rege din dinastia Ly târzie, 1009-1028)

## America
- Toltecii: Matlaccoatzin (conducător, 997-1025)